# KPop Demon Hunters
Pour plus de détails, voir Fiche technique et Distribution.
KPop Demon Hunters, ou Les guerrières de la K-pop au Québec, est un film d'animation musical américain réalisé par Maggie Kang et Chris Appelhans, sorti en 2025 sur le service Netflix, incluant les pays francophones.
Produit par Sony Pictures Animation, le film suit un girl group de K-pop menant une double vie de chasseuses de monstres alors qu'elles doivent faire face à un groupe de démons se faisant passer pour un boys band concurrent afin de voler les âmes de leurs public.

## Synopsis
Durant des siècles, les démons n'ont eu de cesse d’attaquer les humains pour voler leurs âmes afin de nourrir Gwi-Ma, le roi des démons. Tout changea le jour où trois femmes apparurent comme chasseresses de démons. Elles vainquirent les démons grâce aux chants de leurs voix et créèrent une barrière appelée Honmoon pour séparer le monde humain de celui des démons. Cet héritage a été transmis de génération en génération pour maintenir le Honmoon à travers des chansons. La génération actuelle de chasseresses le groupe de K-pop Huntr/x, composé de Rumi, Mira et Zoey, formées par Céline, une ancienne chasseresse de démons et qui a élevé Rumi. Après avoir vaincu des démons et terminé la tournée mondiale, Rumi refuse qu'elles prennent des vacances avant d'avoir activé le honmoon d'or et les force à reprendre après 2 minutes de vacances. Le groupe se prépare à sortir un nouveau single intitulée golden, mais Rumi commence à perdre sa voix. Il s'avère qu'elle est en partie un démon car son père était un démon (pour reconnaître un démon il faut regarder si la personne a des marques violette). Dans le passé, Céline lui a promis que ses marques disparaîtraient si elles arrivaient à vaincre tous les démons en réussissant à créer le Honmoon d’or pour enfin sceller les démons pour toujours. Céline impose à Rumi de cacher cela à Mira et Zoey en attendant.
Dans le monde des démons, Gwi-Ma est furieux contre l'échec de ses subordonnés car il redoute l’ascension des Huntr/x. Un démon nommé Jinu se porte volontaire pour cette nouvelle mission car il a trouvé un plan parfait pour les vaincre : former un boys band de K-pop pour absorber secrètement l’âme des fans et affaiblir le Honmoon. Jinu demande en échange de cette réussite que Gwi-Ma lui efface un souvenir douloureux. Huntr/x rencontre un nouveau boys band, les Saja Boys. Elles se laissent d'abord distraire par leur apparence séduisante, mais elles flairent quelque chose de louche chez eux. Elles comprenent que les Saja Boys sont des démons, mais elles ont du mal à les combattre en public depuis qu’ils sont devenus populaires. Huntr/x tente de neutraliser les Saja Boys dans un bain public mais durant l’affrontement entre Jinu et Rumi, ce dernier découvre les marques de la chasseresse. Il l’aide malgré tout à les cacher au yeux de Mira et Zoey avant de s’enfuir.
Jinu se présente à Rumi en personne et révèle que les démons sont dominés par la honte et la misère à travers la voix chuchotée de Gwi-Ma. Il lui raconte alors son histoire : Gwi-Ma lui a donné une belle voix pour aider sa famille pauvre il y a 400 ans. Le jeune homme est devenu une célébrité de la cour, mais il s’est transformé en démon et a été exilé dans le monde des démons en tant qu’esclave de Gwi-Ma, et sa famille s’est retrouvée à nouveau démunie, ce qui le hante depuis lors.
Les jours suivants, Huntr/x continue de rivaliser avec les Saja Boys, mais leur popularité augmente et l'engouement des fans commence à se diviser entre les deux groupes. Les filles continuent de repousser les attaques de démons mais Rumi se pose des questions sur les motivations de leurs ennemis. À l'approche de la cérémonie des Idol Awards, Huntr/x s’investit pour créer une nouvelle chanson pour vaincre les Saja Boys. Mira devient de plus en plus méfiante envers Rumi lorsque cette dernière émet des réserves sur les paroles de leur nouvelle chanson. Rumi, qui est en conflit entre les deux mondes, sympathise avec Jinu et ses animaux de compagnie et lui propose d'être libéré de la servitude de Gwi-Ma s'il les aide à gagner l’Idol Awards pour restaurer le Honmoon.
À la suite de l’affaiblissement du Honmoon, une horde de démons réussit à voler les âmes des passagers d’un wagon du métro. Après cet échec, Mira soutient qu'elles devraient se concentrer davantage sur le sauvetage des gens au lieu de réécrire les paroles de leur chanson. Développant des sentiments l'un pour l'autre, Rumi confie à Jinu que sa voix a été endommagée à cause de la honte de ses antécédents, mais qu'elle a été guérie en lui parlant. Après avoir chanté ensemble, Jinu parvient à ne plus entendre la voix de Gwi-Ma, et il promet d'aider Huntr/x à gagner les Idol Awards. Gwi-Ma le confronte après avoir appris sa petite manigance avec Rumi et lui rappelle leur accord : en réalité, Jinu est devenu célèbre en laissant sa famille dans la misère. Gwi-Ma menace de le hanter avec ces voix et ces souvenirs s'il le trahit.
Aux Idol Awards, les Saja Boys simulent un incident pour laisser Huntr/x interpréter "Briller" qui se concentre sur l'unité au lieu de la haine des démons. Cependant, de faux démons imposteurs se faisant passer pour Mira et Zoey pour tromper Rumi en chantant "Dévoile" (une chanson provocante pour les démons) et le signe démoniaque de Rumi est révélé à tout le monde. Elle s'enfuit de la scène et trouve les vraies Mira et Zoey, qui se sentent trahies lorsque Rumi admet sa lignée et sa collaboration avec Jinu. Rumi confronte Jinu qui lui annonce cruellement qu’il l’a piégée en lui révèlant la vérité sur sa culpabilité mais Rumi continue de le nier.
Gwi-Ma influence Mira, Zoey et le public pour les attirer vers la prestation des Saja Boys. Cette performance était prévue pour briser la barrière du Honmoon et libérer Gwi-Ma. Céline propose de dissimuler la situation, mais Rumi refuse et accepte son côté démon. Puis elle reproche à Céline de l’avoir étouffée avec ce fardeau en ne lui montrant aucune preuve d’attachement à son égard avant de partir. Pendant la performance finale, Rumi interrompt avec une nouvelle chanson contre la honte, la peur et l'anxiété, qui brise l'hypnose de Mira et Zoey. Elles rejoignent Rumi et commencent à vaincre les démons et à libérer le public. Gwi-Ma s’apprête à tuer Rumi, mais Jinu se sacrifie pour la sauver et lui donner son âme restaurée. Huntr/x parviennent à vaincre Gwi-ma et le reste des Saja Boys puis elles restaurent l'Honmoon pour sceller à nouveau les démons.
Rumi se détend enfin avec Mira et Zoey dans un bain public, et elle n'a plus honte de sa propre lignée. Plus tard, Huntrix décide de circuler librement malgré la foule de fans.

## Fiche technique
Sauf indication contraire, les informations mentionnées dans cette section peuvent être confirmées par la base de données cinématographiques IMDb,  présente dans la section « Liens externes ».
- Titre original : KPop Demon Hunters
- Titre québécois : Les guerrières de la K-pop
- Réalisation : Maggie Kang et Chris Appelhans (en)
- Scénario : Hannah McMechan, Danya Jimenez, Maggie Kang et Chris Appelhans (en), d'après une histoire écrite par Maggie Kang
- Musique : Marcelo Zarvos (en) (musique de scène)
- Direction artistique : Ami Thompson
- Montage : Nathan Schauf
- Production : Michelle L.M. Wong
- Sociétés de production : Sony Pictures Animation
- Société de distribution : Netflix
- Pays de production :  États-Unis
- Langue originale : anglais
- Format : couleur — 2.35 : 1 — son Dolby Atmos
- Genres : Animation, fantastique, action et musical
- Durée : 1h35min
- Date de sortie : 20 juin 2025 sur Netflix

## Distribution

### Voix originales
- Arden Cho (dialogues) / EJAE (chant) : Rumi
  - Rumi Oak : Rumi (enfant)
- Ahn Hyo-seop (dialogues) / Andrew Choi (en) (chant) : Jinu
- May Hong (en) (dialogues) / Audrey Nuna (en) (chant) : Mira
- Ji-young Yoo (dialogues) / Rei Ami (en) (chant) : Zoey
- Kim Yoon-jin (dialogues) / Lea Salonga (chant) : Celine
- Joel Kim Booster (dialogues) / samUIL Lee (chant) : Romance Saja
- Alan Lee (dialogues) / Kevin Woo (chant) : Mystery Saja
- SungWon Cho (en) (dialogues) / Neckwav (chant) : Abs Saja
- Danny Chung (chant) : Baby Saja
- Liza Koshy : la présentatrice
- Daniel Dae Kim : le docteur Han
- Ken Jeong : Bobby
- Lee Byung-hun : Gwi-Ma

### Voix françaises
- Noémie Orphelin (dialogues) / Alexiane Broque (chant) : Rumi
  - Olivia Masseron : Rumi (enfant)
- Alexandre Nguyen (dialogues) / Doryan Ben (chant) : Jinu
- Vanessa Van-Geneugden (dialogues) / Jeanne Jerosme (chant) : Mira
- Clotilde Verry : Zoey
- Laura Blanc : Celine
- Bastien Jacquemart : Romance Saja
- Loaï Rahman : Mystery Saja
- Thomas Bernier : Abs Saja
- Guillaume Beaujolais : Baby Saja
- Guillaume Lebon : le docteur Han
- Emmanuel Garijo : Bobby
- Paul Borne : Gwi-Ma

- Version française
  - Studio de doublage : TITRAFILM
  - Direction artistique des dialogues : Barbara Beretta
  - Direction artistique des chansons : Anaïs Delva
  - Adaptation des dialogues : Claire Impens
  - Adaptation des chansons : Anaïs Delva
  - Enregistrement dialogues : Laure Decaix et Lili Gaby
  - Enregistrement chansons : Nathan Védèche
  - Montage et mixage dialogues : Hamid Naghibi
  - Montage et mixage chansons : Nathan Védèche
  - Gestion de projet : Lucía González Pérez

## Production

### Développement
En mars 2021, Sony Pictures annonce le développement du film par sa filiale Sony Pictures Animation. Maggie Kang et Chris Appelhans (en) sont alors annoncés à la réalisation et Michelle L.M. Wong à la production.
L'année suivante, il est dévoilé que Netflix aurait déposé le titre du film. En février 2023, Tom Rothman, le PDG de Sony Pictures, confirme que le studio ne distribuera pas le film au cinéma et qu'il sortira bien sur le service. Il précise que le film a été produit dans le cadre du contrat entre le studio et le service (Sony Pictures n'ayant pas son propre service) qui permet à Netflix de proposer les films du studio après leurs sortie au cinéma mais également au studio de pouvoir produire des films à destination du service. Il s'agit du second film de Sony Pictures Animation produit pour Netflix après Le Dragon-génie (2021).
Comme la majorité des productions du studio, Sony Pictures Imageworks était en charge de l'animation. La production se termine officiellement en avril 2025.

### Distribution des rôles
En avril 2025, il est dévoilé que Ji-young Yoo prêtera sa voix à l'un des personnage dans un article du magazine Variety. En fin de mois, Netflix dévoile le reste de la distribution, incluant Arden Cho, Ahn Hyo-seop, Kim Yoon-jin, Daniel Dae Kim, Joel Kim Booster, Liza Koshy, Ken Jeong et Lee Byung-hun.

### Musique
La musique de scène du film a été composée Marcelo Zarvos (en). Les différentes chansons du films ont étés composées et écrites par plusieurs auteurs et producteurs, incluant Danny Chung, IDO, Vince, KUSH, EJAE, Jenna Andrews (en), Stephen Kirk, Lindgren, Mark Sonnenblick et Daniel Rojas. 

#### Chansons
- How It’s Done interprété par Ejae, Audrey Nuna, Rei Ami et le cast
- Golden interprété par Ejae, Audrey Nuna, Rei Ami et le cast
- Soda Pop interprété par Andrew Choi, neckwav, Danny Cheung, Kevin Woo, samUIL Lee et le cast
- Takedown interprété par Ejae, Audrey Nuna, Rei Ami et le cast
- Free interprété par Ejae, Andrew Choi et le cast
- Your Idol interprété par Andrew Choi, neckwav, Danny Cheung, Kevin Woo, samUIL Lee et le cast
- What It Sounds Like interprété par Ejae, Audrey Nuna, Rei Ami et le cast
- Takedown interprété par TWICE

L'intégralité des chansons du film ont été adaptées et doublées dans les versions française, espagnole (Amérique du Sud), hébreu, hindi, portugaise (Brésil), russe et turque. Certaines d'entre elles ont également été adaptées et doublées dans les versions japonaise, grecque et espagnol (Espagne).
Seule la chanson « Takedown » interprétée par le groupe TWICE reste en version originale quelles que soient les versions.